# Chordeiles acutipennis
El añapero garrapena, añapero chico, añapero menor, añapero enano, añapero mediano, añapero ala corta, añapero alas cortas, añapero ala fina, atajacaminos ala fina, pucuyo menor, aguaitacamino chiquito, chotacabras menor, chotacabras chico o gallina ciega peruana (Chordeiles acutipennis), es una especie de ave Caprimulgiforme de la familia Caprimulgidae propia de América.

## Características
Tiene un tamaño de unos 20 cm. Sus ojos son achinados, su pico es corto y curvo, con un babero blanco, el cuerpo es marrón jaspeado con blanco. Las alas son alargadas y afiladas. Los machos tienen una banda color claro antes de la punta. Su cola es delgada y larga.  Las partes inferiores son marrones rayadas con blanco.

## Historia  natural
De día están sentados en el suelo y al atardecer capturan insectos al vuelo. Este vuelo al atardecer tiene una apariencia errática, que recuerda al de un murciélago, con planeos frecuentes con las alas ligeramente levantadas.
Vive en zonas arbustivas secas y abiertas y es bastante común a lo largo de toda la costa peruana y también en Colombia, Ecuador, Brasil, Bolivia y Chile. Es fácil verlo en las tardes y noches en los parques y en las campiñas poco pobladas cercanas a Lima.
En Ecuador se le conoce como Añapero Menor y puede ser observado y fotografiado en el Jardín Botánico de Guayaquil.